# Al Di Sarro
Alfred Steven Di Sarro (* 14. Dezember 1951; † 13. Januar 2011 in Agua Dulce, Kalifornien) war ein US-amerikanischer Spezialeffektkünstler. Für seine Arbeit am Film Stirb langsam  erhielt er 1989 eine Oscar-Nominierung.

## Leben
Al Di Sarro besuchte die High School in Burbank. Er begann 1982 zunächst für das Fernsehen als Spezialeffektkünstler zu arbeiten, so für die Fernsehserien Das A-Team und The Greatest American Hero. Der erste Film, zu dem er die Spezialeffekte beisteuerte, war Predator. Bereits für seinen dritten Film Stirb langsam wurde er für den Oscar nominiert.
Zu seinen bekanntesten weiteren Arbeiten zählen die U-Boot-Bauten zu Jagd auf Roter Oktober und Crimson Tide – In tiefster Gefahr sowie das Innere der Boeing 747 in Turbulence. Für seine Arbeit am Film Der Anschlag wurde er mit dem „VES Award“ der Visual Effects Society Awards ausgezeichnet.
Al Di Sarro verstarb am 13. Januar 2011 in seinem Anwesen in Agua, Dulce. An seiner Gedenkfeier in den Universal Studios im Los Angeles County nahmen über 600 Menschen teil.

## Filmografie
- 1982–1983: The Greatest American Hero (Fernsehserie)
- 1983–1987: Das A-Team (A-Team, Fernsehserie)
- 1987: Predator
- 1988: Action Jackson
- 1988: Stirb langsam (Die Hard)
- 1989: Road House
- 1990: Jagd auf Roter Oktober (The Hunt for Red October)
- 1990: Stirb langsam 2 (Die Harder)
- 1991: Last Boy Scout – Das Ziel ist Überleben (The Last Boy Scout)
- 1995: Schneller als der Tod (The Quick and the Dead)
- 1995: Crimson Tide – In tiefster Gefahr (Crimson Tide)
- 1997: Turbulence
- 2002: Der Anschlag (The Sum of All Fears)
- 2003: 2 Fast 2 Furious
- 2007: Transformers